# Eugen Salzer-Verlag

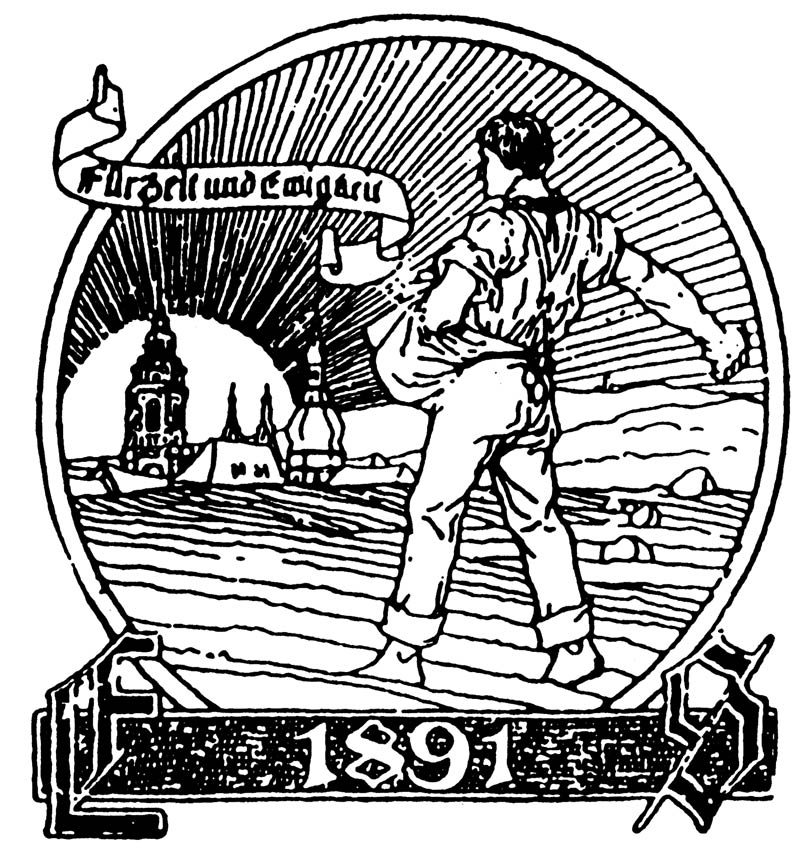
Ursprüngliches Signet des Eugen Salzer-Verlags von 1891. Inschrift: „Für Zeit und Ewigkeit“. Illustrator: Georg Barlösius (1864–1908).

Der Eugen Salzer-Verlag war ein Verlag in Heilbronn. Er wurde 1891 von Eugen Salzer (1866–1938) gegründet und bestand in Familienbesitz bis 1999. Der Schwerpunkt des Verlags lag auf schwäbischen Autoren, die unter anderem in verschiedenen Jahrbüchern und Anthologien vorgestellt wurden, auf religiöser Literatur sowie auf Literatur der Baltendeutschen. Außerdem gab Salzer eine erfolgreiche Taschenbuch-Reihe (zuletzt fortgeführt als Kleine Reihe) mit über 300 Titeln heraus. Das gesamte Verlagsprogramm in der Zeit des Bestehens umfasst ungefähr 2000 Titel. Zu den vielbeachteten Erfolgen im Verlagsprogramm zählten im frühen 20. Jahrhundert die ab 1909 erschienene Anthologiereihe Der Süden mit zeitgenössischer Prosa aus dem süddeutschen Sprachraum und das ab 1913 erschienene Jahrbuch Von schwäbischer Scholle. Einzelne Erfolgstitel waren das in den 1930er Jahren erschienene und mehrmals aufgelegte Neue Testament in der Sprache von heute von Friedrich Pfäfflin sowie zwei Bücher von Else Hueck-Dehio aus den 1950er Jahren, die jeweils Auflagen von mehr als 900.000 Exemplaren erreichten. Zu den bekannten Autoren, die bei Salzer erschienen, zählen darüber hinaus Hermann Hesse, Theodor Heuss, Siegfried von Vegesack und Amei-Angelika Müller.

## Geschichte

### Verlagsgründung 1891 und erste Jahre
Der junge Buchhändler Eugen Salzer aus Heilbronn gründete nach beruflichen Stationen in Basel und Berlin zurück in Heilbronn am 1. Oktober 1891 den nach ihm benannten Verlag, bei dem zunächst vornehmlich Werke schwäbischer Autoren erschienen. Inhaltlich lag der Schwerpunkt auf Geschichte, Literatur und Humor der Heimat, evangelisch-theologischen sowie sozialpolitischen und philosophischen Themen. Der erste Verlagssitz befand sich an Salzers Wohnort in der Heilbronner Herbststraße, der Druck der Verlagserzeugnisse erfolgte überwiegend in Heilbronn und Stuttgart.
Als Verlagslogo wählte Salzer das Signet eines Sämanns auf einem Acker vor der Silhouette der Heilbronner Kilianskirche, dem in einem Spruchband das Motto Für Zeit und Ewigkeit beigegeben war. Das ursprüngliche Signet wurde von Georg Barlösius gestaltet und durchlief im Lauf der Zeit verschiedene Veränderungen, stets blieb jedoch der Sämann bestimmendes Motiv. Für die Illustration der Bücher wirkten anfangs neben Barlösius auch noch Otto Rauth und Heinrich Seufferheld.
Zu den ersten heimatgeschichtlichen Veröffentlichungen des Verlages zählten Die Heilbronner Umgebung und das Untere Neckarthal bis Heidelberg (1892) sowie der erste Band der Heilbronner Stadtchronik von Friedrich Dürr (1895). Mit dem „litterarischen Jahrbuch“ Hie gut Württemberg allewege (1898) gab Salzer erstmals eine Anthologie schwäbischer Schriftsteller heraus. Im selben Jahr erschien bei Salzer auch die Anthologie der französischen Dichter des 19. Jahrhunderts Les Poètes Francais von August Reitzel. Französische Literatur verbreitete Salzer auch mit dem 24 Mal jährlich erscheinenden Journal L‘Echo littéraire. Unter den Erzählern der ersten Verlagsjahre ragt der Heilbronner Pfarrer Karl Alexander Staehle (1851–1910) heraus, der unter dem Pseudonym Philipp Spieß mehrere bei Salzer verlegte historische Romane verfasste.

### Expansion mit Anthologien und Taschenbüchern
Nachdem Eugen Salzer 1903 seine Frau Elise (1875–1972) geheiratet hatte, zog er mit seiner Familie von der Herbststraße in die Heilbronner Gartenstraße. Zu jener Zeit wurde das Verlagsprogramm stark ausgeweitet. Es erschienen nun zahlreiche Heimatromane von Autoren wie Richard Weitbrecht, Albert Geiger, Anna Schieber, Auguste Supper oder Fritz Philippi. Mit dem Buchwart gab Salzer von 1902 bis 1913 eine „literarische Weihnachtsrundschau für das evangelische Haus“ heraus. Die Heilbronner Redakteure Theodor Heuss und Ernst Jäckh lieferten Fachbücher zur Heimatkunde oder zu sozialen Fragen. Außerdem erweiterte Salzer das Verlagsprogramm auch um populärwissenschaftliche Werke wie die Naturwissenschaftlichen Vorträge (1907–1910) des Kieler Botanikers Johannes Reinke.
1909 begründete Salzer mit dem Dichterbuch Sieben Schwaben eine neue, später Der Süden genannte Anthologie mit zeitgenössischer schwäbischer Prosa. Damit „geben Salzer und Theodor Heuss … eine Antwort auf Berlin und den Naturalismus“. Zu den ersten Autoren zählen Ludwig Finckh, Cäsar Flaischlen, Hermann Hesse, Heinrich Lilienfein, Anna Schieber, Wilhelm Schussen und Auguste Supper. Das Vorwort zum erfolgreichen und auch international anerkannten Debüt von 1909 verfasste Theodor Heuss. Mit dem zweiten Band weitete Salzer das Autorenspektrum auf den gesamten süddeutschen Sprachraum aus und nahm vor allem auch Schweizer Autoren wie Carl Albrecht Bernoulli und Ernst Zahn mit in die Auswahl. Spätere Folgen der Reihe widmeten sich deutschsprachiger Literatur aus Ungarn und badischen Dichtern.
1912 begründete Salzer mit der Erzählung Und hätte der Liebe nicht von Anna Schieber die Taschenbücherei deutscher Dichter mit preisgünstigen Taschenbuch-Ausgaben der Werke vornehmlich schwäbischer Autoren. Die Taschenbücherei erschien bis 1931, umfasste damals 73 Titel und hatte eine verkaufte Gesamtauflage von 1,6 Mio. Exemplaren. Die Reihe wurde ab 1934 in veränderter Form als Salzers Volksbücherei und zuletzt ab 1984 als Salzers Kleine Reihe fortgeführt. Insgesamt wurden rund 300 Titel aufgelegt, darunter die Gedichtsammlung Musik des Einsamen von Hermann Hesse, die Erzählungen Vom Wegesrand von Auguste Supper und die Erzählungen Sisto e Sesto von Heinrich Federer.
Von 1913 bis 1920 und nochmals 1922 und 1938 erschien das Jahrbuch Von schwäbischer Scholle, mit dem sich Salzer zum Ziel gesetzt hatte, „das ganze geistige Leben unserer Heimat“ darzustellen. Für jene Jahrbücher griff Salzer einerseits erneut auf Autoren wie Schieber, Jäckh, Heuss und Finckh zurück, reicherte den Inhalt aber auch um Beiträge zu Kunst und Kunstgewerbe, Musik, religiösem Leben und Berichten aus dem Schillerverein an.
Nach Ausbruch des Ersten Weltkriegs startete Salzer die Heftreihe Lieb Vaterland mit dem Abdruck patriotischer Feldbriefe. Im weiteren Verlauf des Krieges kam eine Reihe mit Frontberichten von Wilhelm Mießner, Richard Volderauer, Viktor Jungfer, Carl Busse, Kurt Küchler und anderen hinzu, außerdem die 1916 begründete Heftreihe Tröst-Einsamkeit.

### Zeit der Weimarer Republik
Ab jener Zeit veröffentlichte Salzer auch zahlreiche historisch-kritische religiöse Werke, darunter das Hauptwerk Leben Jesu, der Ungläubige des katholischen Theologen Joseph Wittig. Zu den weiteren christlichen Autoren bei Salzer zählten Johannes Steinweg, Else Zurhellen-Pfleiderer, Tim Klein, Lina Neumeyer und Otto Scriba. Posthum erschienen bei Salzer bis 1920 auch zahlreiche Erzählungen und Betrachtungen des 1912 verstorbenen Hermann Oeser.
1918 erwarb Salzer ein Gebäude in der Heilbronner Titotstraße 5 als Verlags- und Wohnhaus. Über Hermann Hesse, dessen Vater aus Estland stammte, öffnete sich der Salzer-Verlag in den 1920er Jahren verstärkt Dichtern des Baltikums. Zu den herausragenden baltischen Schriften bei Salzer zählt Mein Onkel Hermann von Monika Hunnius. Gemeint ist ihr Onkel Hermann Hesse, Großvater des gleichnamigen Autors. Zu den weiteren baltischen Werken bei Salzer zählen das sechsbändige Epos Unter dem wechselnden Mond von Mia Munier-Wroblewska sowie Schriften von Traugott Hahn, Alexander Eggers und Helene Hoerschelmann.
Ebenfalls in den 1920er Jahren erschienen Kunstbücher von Karl Stirner und Rudolf Sieck, auch der Heilbronner Karikaturist Ipf (Hermann Siegmann) veröffentlichte 1927 und 1931 zwei Karikaturbände.

### Zeit des Nationalsozialismus
1929 trat Fritz Salzer (1904–1943), Sohn des Verlagsgründers, in den Verlag ein. Der Verlag unterstützte bereits 1932 die kommenden Machthaber mit der Herausgabe des Buches Was wir vom Nationalsozialismus erwarten mit Beiträgen von August Winnig, Gustav Steinbömer, Ferdinand Plate, Hanns Johst und anderen. Auch nach 1933 waren im Verlagsprogramm einige Titel nationalsozialistischer Prägung zu finden, darunter Die deutsche Mutter (1933) von Magda Goebbels, die Runenfibel (1935) von Kurt Renck-Reichert oder der „Heldenkampf“ der S. M. Emden (1935) von Jan Feuga. Gleichwohl hatte der Salzer-Verlag auch unter der Zensur durch die Nationalsozialisten zu leiden, indem die Titel Amaryllis von Anna Schieber und Jüdische Legenden von Else Schubert-Christaller verboten wurden.
Grundsätzlich führte der Salzer-Verlag auch während der Zeit des Nationalsozialismus sein bisheriges Verlagsprogramm mit Schwerpunkten auf schwäbischer Literatur und religiösem Schrifttum fort. Zur bedeutendsten Veröffentlichung jener Zeit geriet das Neue Testament in der Sprache von heute von Friedrich Pfäfflin, dem Vater Fritz Pfäfflins, der 1934 eine Salzer-Tochter heiratete. Das Werk steht im Zusammenhang mit dem 400. Jubiläum der Gesamt-Bibelübersetzung durch Martin Luther im Jahr 1934 und erschien in mehreren Teilen von 1933 bis 1937 sowie in einer ersten Gesamtausgabe 1939. Weitere christliche Autoren der 1930er Jahre bei Salzer waren Friedrich Held, Paul Jaeger, Julie Schlosser, Alexander Reuss, Gustav Schüler und Hans Voelter. Unter Herausgeberschaft des Pfarrers Rudolf Daur begann Salzer 1937 außerdem eine Reihe mit Berichten über die Arbeitswochen des Köngener Kreises. Die Salzer-Verlagsalmanache der 1930er Jahre trugen jeweils Zeilen aus Kirchenliedern als Titel.
Das letzte Werk, an dem Altverleger Eugen Salzer beteiligt war, ist Stiftsköpfe (1938) von Ernst Müller, eine Geistesgeschichte des Tübinger Stifts. Eugen Salzer verstarb am 2. April 1938, den Nachruf verfasste Theodor Heuss. Unter dem Sohn Fritz Salzer, der seit 1929 im Verlag tätig war, brachte der Salzer-Verlag eine Reihe von nostalgischen Titeln heraus, darunter eine Neuauflage des New Kreüterbüchlein von Leonhart Fuchs (1935), Urgroßmutters Kochbuch (1936) und Urgroßmutters Hausmittel (1938). Schriftleiter und Herausgeber jener Zeit waren der ehemalige Feuilletonist der Neckar-Zeitung, Hans Franke, und der Schriftsteller und Alchemist Alexander von Bernus.
Im Zweiten Weltkrieg ging die Verlagsproduktion aufgrund des kriegsbedingten Papiermangels rasch zurück. Nachdem 1939 noch zwölf Neuerscheinungen bei Salzer erschienen, waren es 1940 noch acht, 1941 noch zwei und 1942 und 1943 jeweils noch eine. Verleger Fritz Salzer meldete sich freiwillig zur Wehrmacht und fiel am 17. Februar 1943 in Tunesien. Das 1943 noch bei Salzer erschienene Buch ist ein ihm gewidmeter Gedichtband mit dem Titel Der Tod fürs Vaterland. Beim Luftangriff auf Heilbronn am 4. Dezember 1944 wurde das Verlagsgebäude in der Titotstraße zerstört.

### Neubeginn nach dem Zweiten Weltkrieg
Nach dem Zweiten Weltkrieg bemühte sich Elise Salzer, Witwe des Verlagsgründers, an ihrem neuen Wohnort Calw um einen Neubeginn. 1940 hatte der Salzer-Verlag die antisemitische Schrift Die Judenfrage in Heilbronn im Lauf der Jahrhunderte von Götz Krusemarck als Kommissionsverlag für das Stadtarchiv Heilbronn herausgegeben, was die Wiederzulassung des Salzer-Verlags in der amerikanischen Besatzungszone zunächst behinderte. Zwar versuchte man, einige Restexemplare aus dem Verlagsprogramm zu vertreiben, die den Krieg überdauert hatten, doch durfte der Verlagsname im Handel nicht zu erkennen sein.
Erst Pfarrer Fritz Pfäfflin, Schwiegersohn des Verlagsgründers, gelang 1948 an seinem Wohnort in Würzbach in der französischen Besatzungszone die Wiederzulassung des Verlags. Mit Briefkastenadresse in Stuttgart und notdürftigem Verlagslager in Weinsberg begann darauf die Wiederaufnahme des Verlagsgeschäfts. Neben Wiederveröffentlichungen von Vorkriegstiteln erschienen neue Titel u. a. von Ernst Rietschel, Otto Linck, Elsa Bernewitz und Reinhold Schneider. 1949 wurde die Pfäfflin-Bibelübersetzung erneut aufgelegt.
1950 übernahm der jüngste Sohn des Verlegers, Hartmut Salzer (1916–1993), den Verlag, der ab 1956 wieder in die angestammte Adresse in der Heilbronner Titotstraße wechselte. Hartmut Salzer baute die Volksbücherei-Reihe mit neuen Autoren aus und legte zahlreiche alte Verlagstitel (darunter Werke von Hesse, Hunnius und Oeser) neu auf. 1956 umfasste das Verlagsprogramm 92 Titel. Neben Werken neuer Autoren erschienen auch neue Veröffentlichungen von Autoren des Vorkriegsprogramms, darunter Anna Schieber, Elsa Bernewitz, Auguste Supper und Karikaturist Ipf. Als Lektor war zunächst weiterhin Hans Franke tätig, der 1953 und 1961 selbst zwei Bände mit Gedichten und Novellen vorlegte. Ihm folgte 1954 die Lektorin Agnes Kauffmann. Als Grafiker jener Jahre war A. W. Sauter für den Verlag tätig.
Neben den regulären Veröffentlichungen und seiner Volksbücherei etablierte der Salzer-Verlag in den 1950er Jahren außerdem die Siebenstern-Reihe mit gebundenen Ausgaben von Erfolgsromanen zu ermäßigtem Preis.
Zur erfolgreichsten Salzer-Autorin der 1950er Jahre wurde Else Hueck-Dehio (1897–1976), deren Novellenband Ja, damals ... (1953) und deren Erzählung Tipsys sonderliche Liebesgeschichte (1959) jeweils Auflagen von über 900.000 Exemplaren erreichten. Ihr folgte Christel Ehlert, deren Buch Wolle von den Zäunen (1963) sich 236.000 Mal verkaufte. Zu den weiteren bedeutenden Veröffentlichungen bei Salzer zählt die Anthologie Waffen des Lichts mit Worten aus den Werken von Albert Schweitzer, die nach ihrem ersten Erscheinen 1940 auch nach dem Zweiten Weltkrieg noch mehrmals aufgelegt wurde.
Das Programm der 1950er und 1960er Jahre führte im Wesentlichen die bisherige Verlagslinie fort, in der neben schwäbischen oder heimatkundlichen Autoren insbesondere christliche Literatur und Autoren aus dem Baltikum dominierten. Das auflagenstärkste heimatkundliche Werk der 1960er Jahre war die Neuauflage von 1964 der bereits 1881 verfassten Schrift Das Kernerhaus und seine Gäste von Theobald Kerner. Salzer widmete dem Kreis um Justinus Kerner einige weitere Veröffentlichungen. Zu den religiösen Autoren der Nachkriegsjahrzehnte zählten Alwine Flügge, Peter Sulzer, Hermann Maas, Johannes Weidenheim, Walter von Hollander und Christian Ryke. Baltendeutsches Schrifttum wurde vornehmlich durch Siegfried von Vegesack vertreten, dessen ältere Werke bei Salzer neu aufgelegt und um Neuerscheinungen und eine Sprechplatte ergänzt wurden. Einen weiteren Schwerpunkt im Verlagsprogramm bildeten künftig auch heimatvertriebene Autoren aus den früheren deutschen Ostgebieten, darunter Werner May, dessen Erzählung Otto, mein Künstler von Gottes Gnaden (1956) in 170.000 Exemplaren erschien und der mehrere weitere Werke bei Salzer veröffentlicht hat, Elisabeth Richter, die bei Salzer unter dem Pseudonym Lise Gast veröffentlichte, Susanne von Baibus, Eva Bartoschek-Rechlin, Angela von Britzen, Käthe Korth und Hellmut Walter. In den 1960er Jahren folgten außerdem Titel von Edith Biewend, Waldemar Augustiny, Maria Hanau-Strachwitz, Rose Planner-Petelin und Edith Krispien.

### Der Verlag im späten 20. Jahrhundert
1970 begründete der Verlag die Reihe Salzers Großdruck-Bibliothek mit Werken in Großdruck für Menschen mit eingeschränkter Sehfähigkeit. Zu den Autoren der Reihe zählten u. a. Jo Mihaly, Anna Schieber, Mia Munier-Wroblewska, Werner May, Siegfried von Vegesack und Ina Seidel. In der Reihe erschienen bis 1982 insgesamt 29 Bände, dann wurde sie aufgrund geringer Nachfrage bis 1989 ausgesetzt. 1984 begründete der Verlag außerdem die Reihe Salzers heiteres Geschichten-Brevier mit humoristischen Schriften.
Hartmut Salzers Tochter Barbara Salzer-Grethe (* 1955) trat 1981 in den Verlag ein. In jenem Jahr wurde der Verlag bei der Frankfurter Buchmesse mit dem Weißen Schaf für sein „sortimenterfreundliches und partnerschaftliches Verhalten“ ausgezeichnet.
Die aus der Taschenbücherei hervorgegangene Reihe Volksbücherei wurde 1983 mit Band 251 als Salzers Kleine Reihe fortgesetzt, die überwiegend schwäbische Autoren zu Wort kommen ließ. In der Kleinen Reihe erschienen Werke von Martha Arnold-Zinsler, Susanne Butenwyk, Christine Kowalczyk und anderen. Im Bereich der schwäbischen Literatur sind neben diversen Erfolgstiteln von Amei-Angelika Müller außerdem die Jugenderinnerungen von Robert Kieser (1973), mehrere humoristische Bände von Martha Arnold-Zinsler unter dem Pseudonym Frida I. Dipfele sowie die Bücher von Klaus Christian Wanninger, Rainer Moritz, Rolf Becker, Claudia Keller, Willi Bidermann, Rosmarie Bog und Hartmut Ronge zu nennen.
In den 1980er Jahren wandte sich der Salzer-Verlag verstärkt historischen Romanen zu. Zu den Salzer-Autoren dieser Gattung zählten Harald Cyran, Reinhard Schmoeckel, Helmut Höfling, Jutta Hecker, Marianne Wintersteiner mit Romanbiografien, Jetta Sachs mit ihrer Leocadie-Trilogie, Erika Petersen mit ihrer Moorburg-Trilogie sowie Harald Anderson.
Einige erfolgreiche Titel aus dem Salzer-Verlagsprogramm wie die Moorburg-Saga von Erika Peters oder Ein Stück Speck für Frau Doktor von Natalie Anthes wurden von dtv und Rowohlt als Taschenbuchausgaben herausgegeben. Tipsys sonderliche Liebesgeschichte von Else Hueck-Dehio wurde als Tippie se Liefde in Südafrika lizenziert. Umgekehrt hat Salzer die Lizenzen einiger ausländischer Werke, darunter die zweier niederländischer Verlage, für den deutschen Markt erworben.
Zum 100-jährigen Jubiläum 1991 wurden mehr als 2000 Titel gezählt, die seit der Verlagsgründung bei Salzer erschienen waren. Im Jubiläumsjahr erschienen 17 Neuerscheinungen.
Nach dem Tod des Verlegers Hartmut Salzer 1993 führte seine Witwe Sibylle Salzer den Verlag noch einige Jahre fort. Zum 1. April 1999 beendete sie die Verlagstätigkeit in Heilbronn. Gleichzeitig verkaufte sie einen Teil des Verlagsprogramms an die neu gegründete Salzer Verlag GmbH in Bietigheim unter der Leitung von Barbara Salzer-Grethe und Thomas Bez. Zum 1. Januar 2002 übernahm schließlich der Verlag Ernst Kaufmann aus Lahr den Bietigheimer Salzer Verlag.